# János Starker
János Starker (ur. 5 lipca 1924 w Budapeszcie, zm. 28 kwietnia 2013 w Bloomington w stanie Indiana) – amerykańsko-węgierski wiolonczelista.

## Życiorys
Syn Polaka i Ukrainki. Rozpoczął naukę gry na wiolonczeli w wieku sześciu lat. Gdy lekcje u Fritza Tellera nie dawały rezultatów, rodzice zapisali go do Akademii Muzycznej Ferenca Liszta w Budapeszcie. Jego pierwszym nauczycielem był Adolf Schiffer. W 1938 opanował Koncert wiolonczelowy Antonína Dvořáka i zaliczył swój pierwszy publiczny występ z orkiestrą.
W czasie nazistowskiej okupacji Węgier w 1944 rodzina Starkera została wysłana do obozu koncentracyjnego (jego dwaj bracia, skrzypkowie, nie przeżyli wojny). Po zakończeniu działań wojennych wrócił do Budapesztu i został pierwszym wiolonczelistą Węgierskiej Opery Państwowej i Orkiestry miejscowej Filharmonii (1945–46). Następnie w 1946 dał koncert w Wiedniu i wziął udział w Konkursie Wiolonczelowym w Genewie, zdobywając w nim brązowy medal.
W 1948 wyjechał do USA, gdzie grał z Dallas Symphony Orchestra (1948–1949), orkiestrą nowojorskiej Metropolitan Opera (1949–53) i Chicagowską Orkiestrą Symfoniczną (1953–58). W 1958 przeniósł się do Bloomington w stanie Indiana, gdzie spędził resztę życia. Był wykładowcą na Uniwersytecie stanu Indiana.
Wykonał między innymi sonatę na wiolonczelę solo Kodálya oraz suity 1-6 Johanna Sebastiana Bacha (również solo).
Laureat nagród Grand Prix du Disque oraz Grammy za rok 1997 w kategorii Best Instrumental Soloist Performance (Without Orchestra).
W 2004 roku napisał autobiografię zatytułowaną The World of Music According to Starker.